# 加里維爾 (路易斯安那州)
加里維爾（英語：Garyville）是位於美國路易斯安那州施洗者聖約翰堂區的一個普查規定居民點。

## 人口
根據2020年美國人口普查的數據，加里維爾的面積為41.61平方千米，當中陸地面積為37.00平方千米，而水域面積為4.61平方千米。當地共有人口2123人，而人口密度為每平方千米51.02人。